# Escena de acción

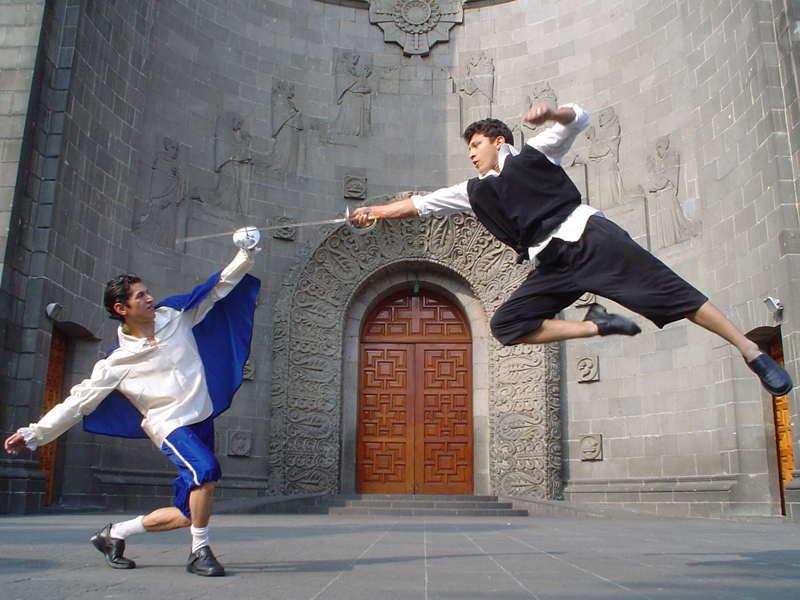
Stage Fencing.

Una escena de acción es una hazaña o truco para el medio del entretenimiento. Una escena de acción no necesariamente es una escena de alto riesgo, sin embargo cualquier escena de alto riesgo siempre será una escena de acción. La mayoría de escenas de acción son surrealistas o muy exageradas a la realidad, pocas de las escenas de acción son completamente realistas.
Una escena de acción puede contener varias escenas de alto riesgo o puede no contener ninguna. Por ejemplo una escena de persecución en una película de acción en su totalidad es una escena de acción, pero dentro de la misma puede contener múltiples escenas de alto riesgo donde el personaje salta de un vehículo en marcha, brinca de una azotea a otra, se desliza por un poste de luz, cruza una calle esquivando los autos y finalmente es atropellado por uno.
Las personas que están involucradas en la realización de escenas de acción pueden ser especialistas en diversas áreas o disciplinas, según las necesidades de la misma escena. En diferentes lados a estas personas les llaman de diferente manera.

## Los nombres más comunes
El trabajo que realizan los dobles cinematográficos, dobles de riesgo o dobles de acción es conocido en inglés como stunt, stuntman, stunt double o stunt performer.